# 安養寺 (郡上市)

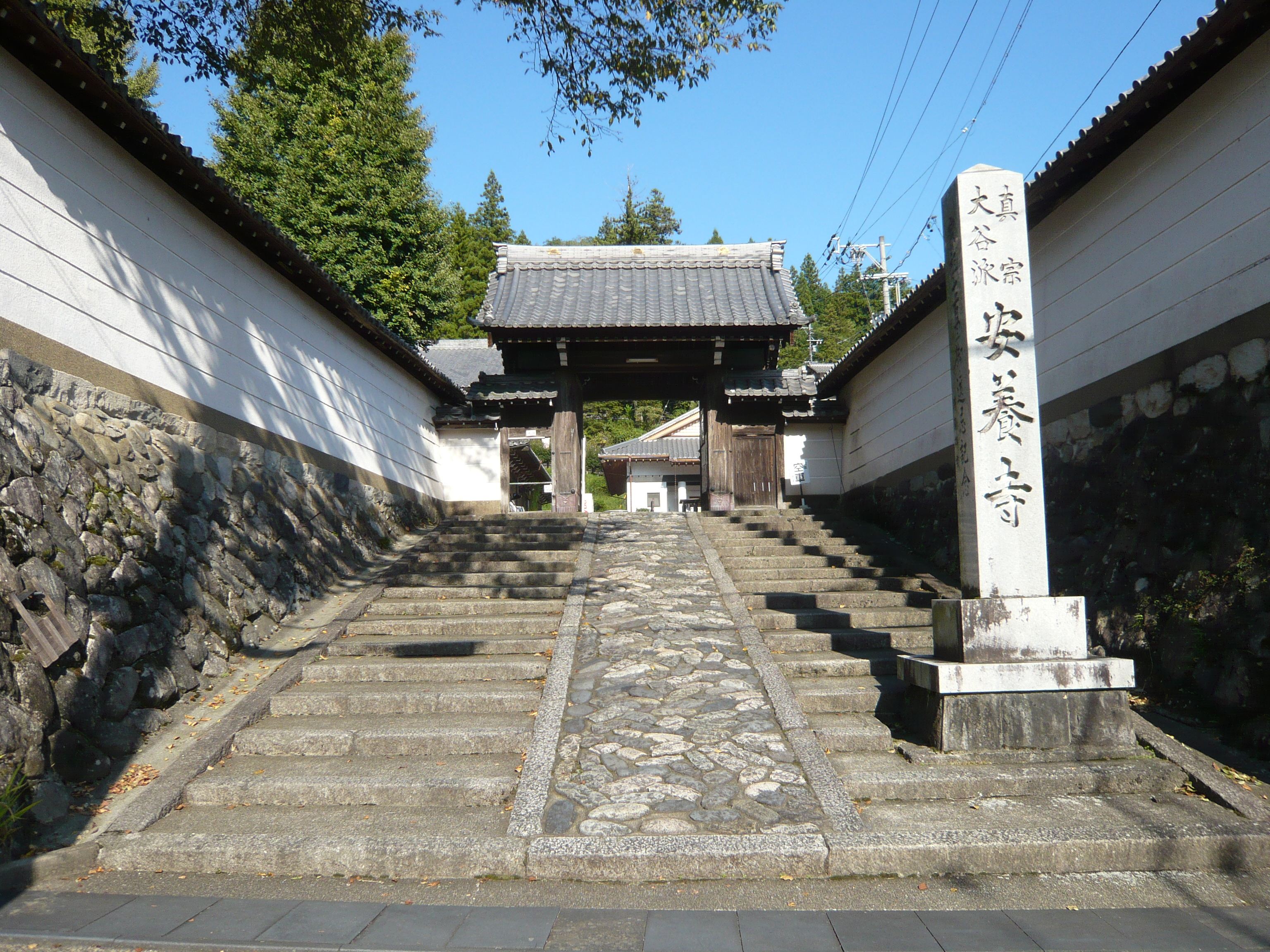
郡上八幡・安養寺：山門

安養寺（あんにょうじ）は、岐阜県郡上市八幡町柳町にある浄土真宗大谷派の寺院。

## 概要
山号は遠郷山。郡上御坊とも呼ばれ、郡上一帯における真宗大谷派の中心的な寺院である。間口、奥行き共に16間（約29メートル）の本堂は岐阜県下で最大といわれる。

## 歴史
佐々木高綱の三男・高重が出家し西信を名乗って近江国蒲生郡に「安要寺」として創建する。その後安要寺6世仲淳の時に美濃国安八郡に移転し、蓮如より「安養寺」と名を改められる。その後越前国穴馬（現在の福井県大野市）、美濃国大島村野里（現在の郡上市白鳥町）へ移った。戦国時代には朝倉氏の郡上侵攻に参戦してこれを撃退したほか、10世乗了の時には石山合戦に参加しており、その際に足利氏・武田氏・朝倉氏や本願寺と交わした文書が現代に伝わり、岐阜県指定有形文化財として指定されている。また、この頃に一時的に白川（現在の岐阜県白川村）に寺を移しているが、当時の郡上領主である遠藤慶隆が安養寺の要請で一時的に武田方に寝返ったものの、後に織田方に帰参した事情と関連しているとする見方もある。
1588年（天正16年）、稲葉貞通が郡上領主になったとき八幡中坪村園野へ移る。1661年（寛文6年）に院家、1838年（天保8年）に御坊分となった。
明治時代、本堂が焼失したのを機として1881年（明治14年）に八幡城三の丸跡地（現住所）に移転、1890年（明治23年）に本堂を再建した。その後、1919年（大正8年）の郡上大火で焼亡するも、1936年（昭和11年）に再建され現在に至っている。

## 文化財
岐阜県指定重要文化財として絹本著色阿弥陀如来像、絹本著色親鸞聖人御影、絹本著色十五尊像、紙本墨書蓮如上人名号、石山合戦関係文書及び安養寺文書、紙本墨書本願相応集、紙本墨書後世物語及び香炉台を有し、岐阜県指定重要有形民俗文化財として金森内室化粧道具を所蔵している。その他郡上市指定重要文化財を複数点有し、安養寺宝物殿で公開している。

## 催し物
かつては郡上八幡大寄席という落語会が開かれていたほか、現在では郡上八幡上方落語の会や郡上踊り、むかし踊りの夕べなど各種催し物が開かれている。